# Winter's Tale
Winter's Tale (titulada Cuento de invierno en España y Un cuento de invierno en Hispanoamérica) es una película estadounidense del 2014 basada en la novela con el mismo nombre de 1983 por Mark Helprin. Escrita y dirigida por Akiva Goldsman, está protagonizada por Colin Farrell, Jessica Brown-Findlay, Jennifer Connelly y Russell Crowe.

## Reparto
- Colin Farrell como Peter Lake.
- Jessica Brown-Findlay como Beverly Penn.
- Jennifer Connelly como Virginia Gamely.
- Russell Crowe como Pearly Soames.
- William Hurt como Isaac Penn.
- Mckayla Twiggs como joven Willa Penn.
- Eva Marie Saint como Willa Penn adulta.
- Will Smith como Juez / Lucifer.
- Ripley Sobo como Abby.
- Matt Bomer como el padre de Peter.
- Lucy Griffiths como la madre de Peter.
- Finn Wittrock como Gabriel.[5]
- Listo como El Caballo[6]
- Kevin Corrigan como Romeo Tan.
- Kevin Durand como Cesar Tan.
- Graham Greene como Humpstone John.

## Producción

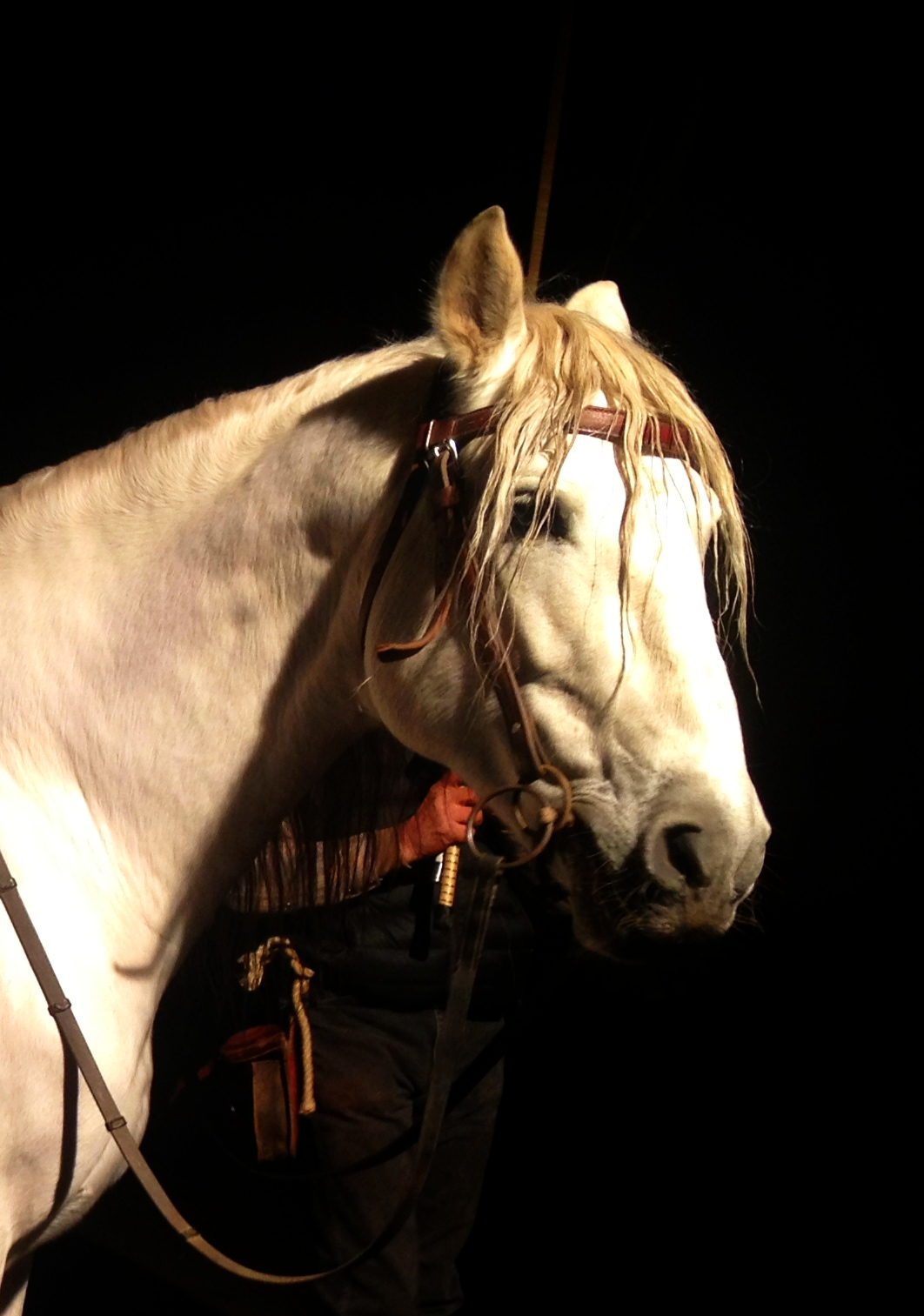
Listo, un caballo que interpreta al "Caballo."

### Desarrollo
Inicialmente, Warner Bros. quería contratar a Martin Scorsese en 2002, pero Scorsese rechazó la oportunidad de dirigir la película. Más tarde, la película se convirtió en un proyecto para el director Akiva Goldsman, quien comenzó a dirigirla con un presupuesto de $75 millones. Se informó que el presupuesto de la película bajó a $60 millones en febrero de 2012; al mismo tiempo Will Smith  y Russell Crowe fueron involucrados al proyecto.
Varios actores se consideraron para los papeles centrales de Peter Lake y Beverley Penn. Benjamin Walker, Tom Hiddleston, Aaron Taylor-Johnson, y Garrett Hedlund audicionaron para el papel de Peter Lake mientras que Elizabeth Olsen, Bella Heathcote, Gabriella Wilde y Sarah Gadon audicionaron para el papel de Beverley. En marzo de 2012, se informó que Jessica Brown Findlay se le había ofrecido el papel de Beverley; Colin Farrell fue involucrado al proyecto de Peter Lake al mes siguiente.
William Hurt se unió al elenco como el padre de Beverley, Isaac Penn, en agosto de 2012. En septiembre de 2012, se anunciaron varios miembros incluyendo a Matt Bomer, Lucy Griffiths  y Eva Marie Saint.

### Filmación
El rodaje comenzó en octubre de 2012, pero fue retrasada debido al Huracán Sandy.

## Recepción
La película recibió críticas negativas. En Rotten Tomatoes tiene un 13% basado en 134 críticas. En Metacritic, tiene un 31 sobre 100 basado en 35 críticas.

### Taquilla
La película recaudó $12.6 millones en Estados Unidos y $18.2 millones internacionalmente, haciendo un total de $30.8 millones.